# Aeroportul Almería
Aeroportul Almería (IATA: LEI, ICAO: LEAM) este un aeroport din Almería, Provincia Almería, Andaluzia, Spania ce deservește zona Almería. Aeroportul a fost tranzitat în 2022 de 703.386 de pasageri. A fost deschis în 1968 și numit după zona deservită.
Situat la o altitudine de 21 m, aeroportul dispune de 1 pistă. Este operat de ENAIRE⁠(d).

## Infrastructură

### Piste
Aeroportul dispune de o singură pistă. Pista 07/25 are suprafața de asfalt și dimensiunile 3.200 m × 45 m. 